# Механическая обработка
Механическая обработка — обработка изделий из стали и других материалов с помощью механического воздействия с применением резца, сверла, фрезы и другого режущего инструмента. Сам процесс обработки осуществляется на металлорежущих станках, в установленном порядке согласно технологическому процессу.

## Виды механической обработки

### Обработка резанием
Обработка резанием осуществляется на металлорежущих станках путём внедрения инструмента в тело заготовки с последующим выделением стружки и образованием новой поверхности. Виды резания:
- наружные цилиндрические поверхности — точение, шлифование, притирка, обкатывание, суперфиниширование;
- внутренние цилиндрические поверхности — растачивание, сверление, зенкерование, развертывание, протягивание, шлифование, притирка, хонингование, долбление;
- плоскости — строгание, фрезерование, шлифование.

При обработке резанием механическая обработка также разделяется по чистоте обработанной поверхности:
- Черновая обработка
- Получерновая обработка
- Чистовая обработка
- Получистовая обработка
- Суперфиниширование

### Обработка методом пластической деформации
Осуществляется под силовым воздействием внешней силы, при этом меняется форма, конфигурация, размеры, физикомеханические свойства детали. Это процессы: ковка, штамповка, прессование, накатывание резьбы, выглаживание.

### Обработка методом деформирующего резания
Обработка методом деформирующего резания основана на совмещении процессов резания и пластического деформирования подрезанного слоя. Используется для получения поверхностей с регулярным макрорельефом (теплообменных, фильтрующих), для восстановления размеров изношенных поверхностей трения.

### Электрофизическая обработка
Основана на использовании специфических явлений электрического тока: искра (электроэрозионная обработка), электрохимия (Электрохимическая обработка), дуга (электрическая дуговая сварка).